# Отрадново
Отра́дново (рос. Отрадново) — село у складі Верхотурського міського округу Свердловської області.
Населення — 2 особи (2010, 4 у 2002).
Національний склад населення станом на 2002 рік: росіяни — 100 %.